# Kubecznik pospolity

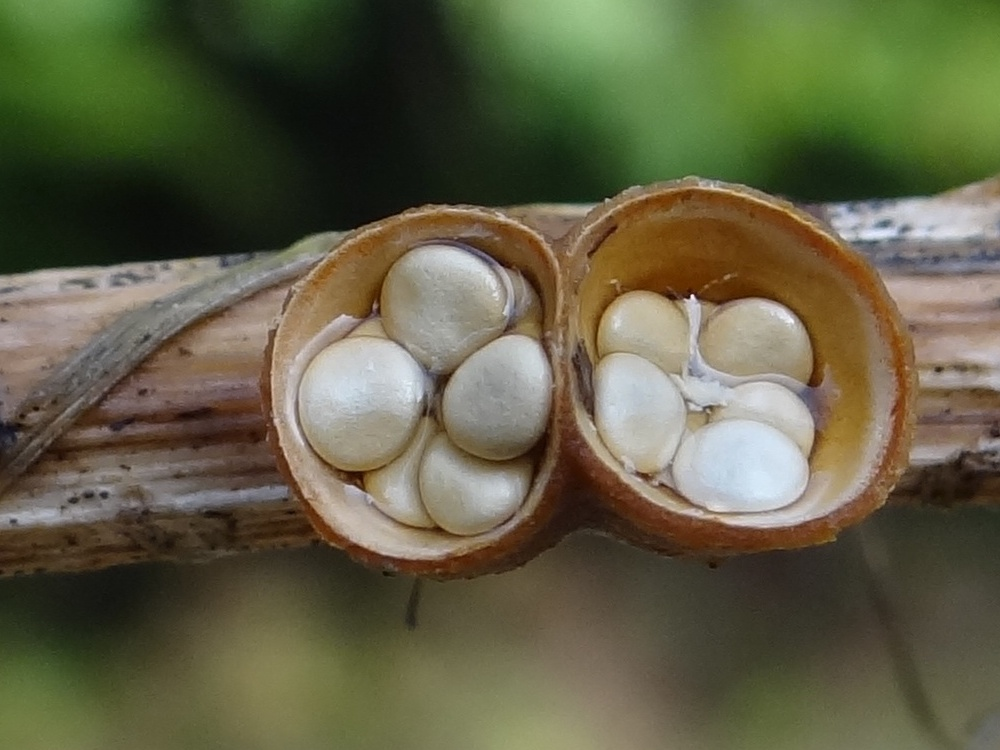
Wnętrze owocnika z perydiolami

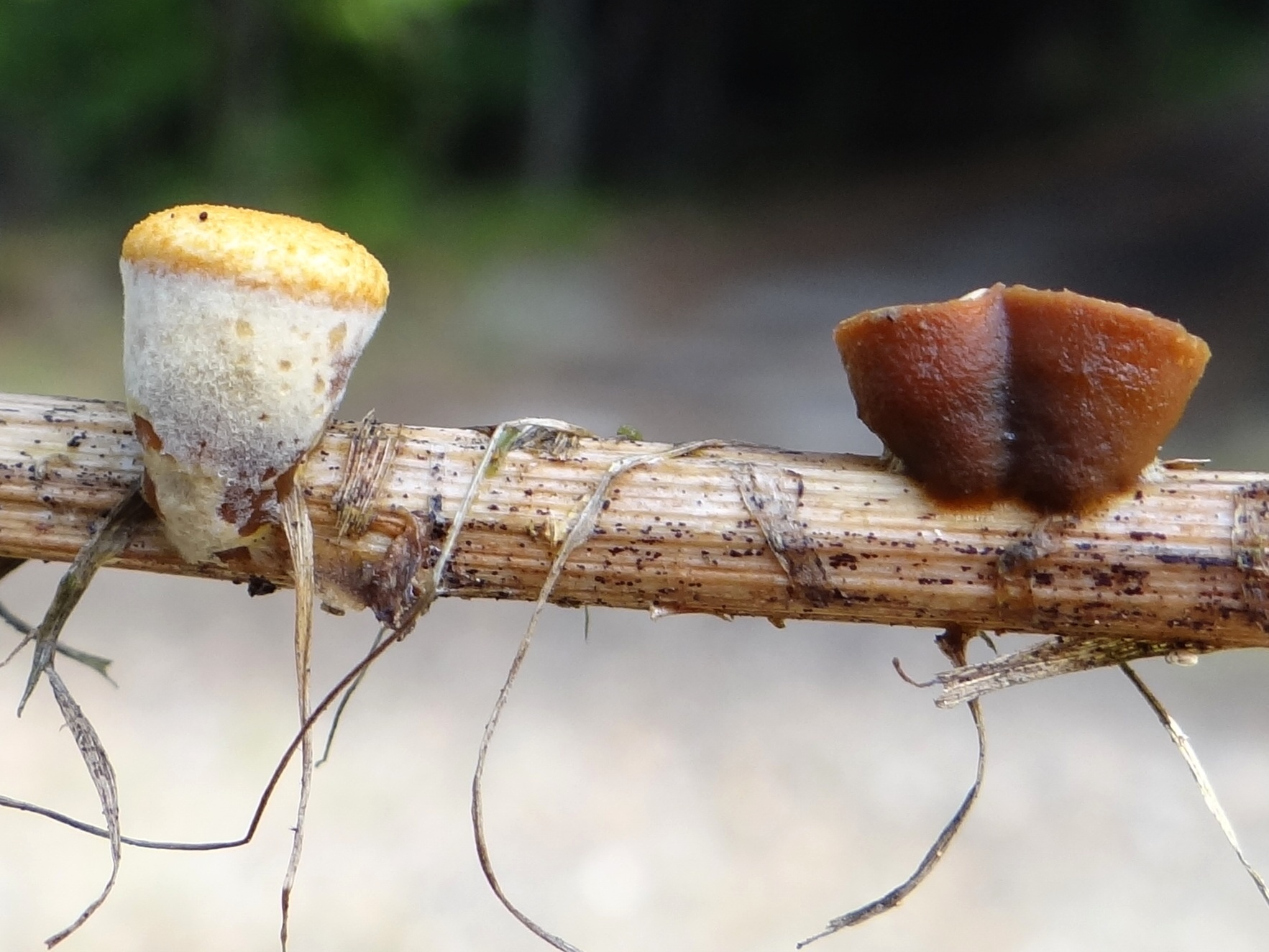
Trzy owocniki, widok z boku

Kubecznik pospolity (Crucibulum laeve (Huds.) Kambly) – gatunek grzybów z rzędu pieczarkowców (Agaricales).

## Systematyka i nazewnictwo
Pozycja w klasyfikacji według Index Fungorum: Crucibulum, Incertae sedis, Agaricales, Agaricomycetidae, Agaricomycetes, Agaricomycotina, Basidiomycota, Fungi.
Po raz pierwszy gatunek ten opisany został w 1778 r. przez W. Hudsona jako Peziza laevis. Później opisywany był przez różnych badaczy pod wieloma nazwami. Za aktualnie obowiązującą uznaje się nazwę jaką nadał mu w 1936 r. Paul E. Kambly. Niektóre synonimy nazwy naukowej:

- Cyathella laevis (Huds.) Brot. 1804
- Cyathodes scutellare (Roth) Kuntze 1891
- Cyathus crucibuliformis Hoffm. 1790
- Cyathus crucibulum Pers. 1801
- Cyathus scutellaris Roth 1797
- Nidularia crucibulum Fr. 1823
- Nidularia laevis (Huds.) Huds. 1802
- Peziza laevis Huds. 1778
- Peziza lentifera Huds. 1778[2].

Nazwę polską podał Franciszek Błoński w 1888 r.

## Morfologia
Owocnik
Młode owocniki są kulistawe lub nieco cylindryczne, o powierzchni pilśniowatej, szorstko kutnerowatej i barwie od żółtawej przez brudnopomarańczową do cynamonowej. Po dojrzeniu przyjmują kształt grubościennego kubka, czarki lub tygla i nakryte są białawą epifragmą, która pękając odsłania liczne, soczewkowate perydiole okryte grubą, kremowobiałą tuniką. Początkowo są jasnoochrowe, później białawe. Łączą się z perydium sznureczkiem przyrastającym w środkowej części dolnej strony perydioli (w miejscu tym znajduje się na niej niewielki guzek). Z czasem sznureczki zanikają, wówczas perydiole są zanurzone w kropli śluzowatej substancji wypełniającej dno perydium. Perydium jest grube, jednowarstwowe, na wewnętrznej stronie gładkie, błyszczące, równe, barwy szarawobiałej, na zewnętrznej pilśniowate. Otwór perydium okrągły i równy, zamykająca go epifragma jest dwuwarstwowa; warstwa zewnętrzna jest pilśniowata i tej samej barwy co perydium, warstwa wewnętrzna jest biała. Czasami po pęknięciu epifragmy pozostają jej resztki przy brzegu otworu.
Gatunek ten cechuje się dużą zmiennością morfologiczną. Okazy występujące na dalekiej północy oraz na siedliskach kserotermicznych są małe i jasnej barwy, podczas gdy te występujące w regionach cieplejszych i z większą ilością opadów są duże i ciemniejsze.
Cechy mikroskopowe
Zarodniki bezbarwne, elipsoidalne, hialinowe, o rozmiarach 8–10 × 4-7 μm, czasami są mniejsze: 3,5–5,5× 8,5 μm. Podstawki maczugowate z 2-4 długimi i cienkimi sterygmami. Mają szerokość 3,5–4,5 μm.

## Występowanie i siedlisko
Jest szeroko rozprzestrzeniony głównie na półkuli północnej (Ameryka Północna i Środkowa, Europa, Azja), ale występuje też w Australii i Nowej Zelandii. W Polsce gatunek pospolity.
Rośnie na resztkach drewna, na opadłych gałązkach. Można go spotkać w lasach i zaroślach, nad potokami, przy drogach, w parkach. Owocniki pojawiają się od lata do jesieni.
Saprotrof, grzyb koprofilny. Grzyb niejadalny.